# Heuchera pulchella
Heuchera pulchella är en stenbräckeväxtart som beskrevs av Elmer Ottis Wooton och Standl.. Heuchera pulchella ingår i släktet alunrötter, och familjen stenbräckeväxter. Inga underarter finns listade i Catalogue of Life.